# Frédéric Berger
Frédéric Berger (ur. 27 sierpnia 1964) – francuski skoczek narciarski. Najlepsze wyniki w Pucharze Świata osiągnął w sezonie 1985/1986, kiedy zajął 40. miejsce w klasyfikacji generalnej.
Brał udział w Mistrzostwach Świata w Seefeld in Tirol i Oberstdorfie oraz w Igrzyskach w Calgary, ale bez sukcesów.

## Puchar Świata

### Miejsca w klasyfikacji generalnej
- sezon 1983/1984: 58.
- sezon 1984/1985: 66.
- sezon 1985/1986: 40.
- sezon 1986/1987: 43.
- sezon 1987/1988: 49.

### Miejsca na podium w konkursach indywidualnych Pucharu Świata chronologicznie
| Lp. | Dzień      | Rok  | Miejscowość | Skocznia | Punkt K | Skok 1 | Skok 2 | Nota      | Lok. | Strata  | Zwycięzca    |
| --- | ---------- | ---- | ----------- | -------- | ------- | ------ | ------ | --------- | ---- | ------- | ------------ |
| 1.  | 22 grudnia | 1985 | Chamonix    | Le Mont  | K-95    | 89,5 m | 86,5 m | 193,6 pkt | 3.   | 3,1 pkt | Pekka Suorsa |

## Igrzyska Olimpijskie
- Indywidualnie
  - 1988 Calgary (CAN) – 49. miejsce (normalna skocznia)

## Mistrzostwa Świata
- Indywidualnie
  - 1988 Seefeld in Tirol (AUT) – 41. miejsce (skocznia duża), 58. miejsce (skocznia normalna)
  - 1987 Oberstdorf (RFN) – 39. miejsce (skocznia duża), 39. miejsce (skocznia normalna)